# 伊坦貝 (伯南布哥州)

伊坦貝的旗幟

伊坦貝（葡萄牙語：Itambé），是巴西的城鎮，位於該國東北部，由伯南布哥州負責管轄，始建於1867年5月20日，面積304.4平方公里，海拔高度179米，2014年人口36,256，人口密度每平方公里119.11人。
07°26′52″S 35°14′38″W / 7.44778°S 35.24389°W